# Левые вместе
Партия «Вместе» (пол. Partia Razem, с 2019 по 2024 — Левые вместе (пол. Lewica Razem) — новая левая демосоциалистическая политическая партия в Польше, созданная в мае 2015 года. За новаторские подходы в политике имеет репутацию «польской Подемос» (примечательно, что обе партии используют фиолетовые флаги).

## История
Партия была основана как ответ на неудачную попытку создать политическую платформу левых во время президентских выборов 2015 года в Польше. В её состав вошли низовые активисты, недовольные доминированием на левом фланге польской политики прорыночных леволибералов и посткоммунистических аппаратчиков Союза демократических левых сил. Многие из основателей ранее были активистами организации «Молодые социалисты», Партии зелёных или новых социальных движений.
Основные политические позиции «Razem» были сформулированы во время учредительного съезда 16—17 мая 2015 года. Тем не менее, некоторые местные структуры были активны еще раньше, в марте и апреле. Партия была официально зарегистрирована 21 июля 2015 года.

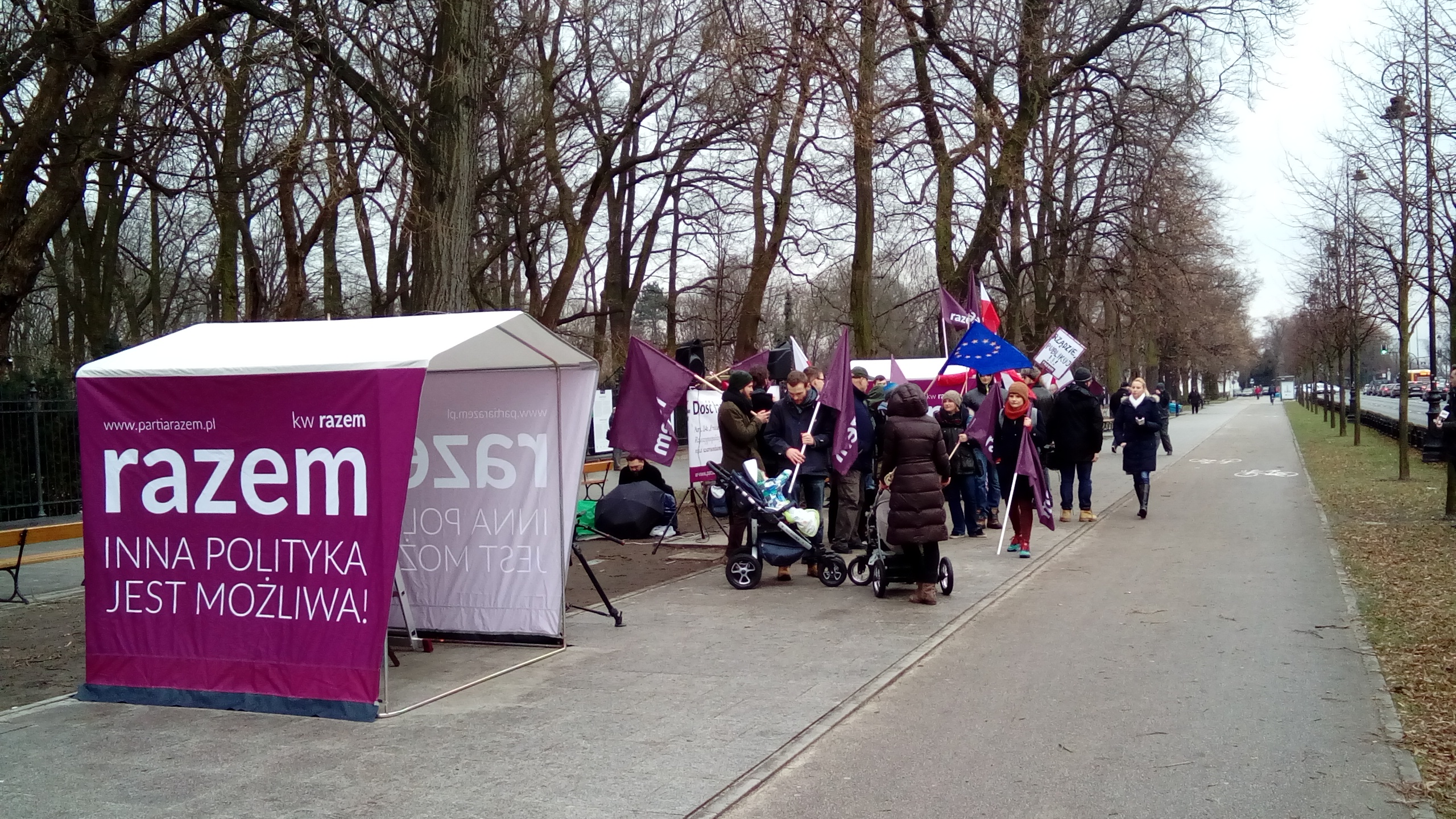
Демонстрация «Партии Вместе» перед зданием Канцелярии Премьер-министра Польши, 2016 год

После успешного участия представителя партии Адриана Зандберга в теледебатах 20 октября 2015 года (он был единственным из участников, кто приехал на них на метро и высказывался в пользу безусловного принятия в страну беженцев из Сирии) рейтинг «Razem» вырос с 1 % до 4,5 %.
«Razem» зарегистрировала свои списки для парламентских выборов 2015 года во всех избирательных округах и завоевала 3,6 % голосов на выборах — недостаточно, чтобы преодолеть 5% электоральный барьер, но достаточно, чтобы получить государственное финансирование, причитающееся партиям с более чем 3% голосов на выборах.
Утверждалось, что этот рост произошел за счет конкурирующей коалиции «Объединённые левые», которая осталась без представительства в Сейме, однако ряд обозревателей, в том числе лидер коалиции Барбара Новацкая, опровергают это, указывая, что большая часть электората «Partia Razem» — это новые избиратели, ранее не голосовавшие на выборах (согласно социологическим данным, только 5 % избирателей «Razem» — это бывшие избиратели Союза демократических левых сил).
В 2016 году партия присоединилась к международному социалистическому движению DiEM25.
На местных выборах 2018 года партия зарегистрировала партийные списки во всех воеводствах. На выборах в воеводские сеймики партия получила 1,57 % голосов (8 место по стране). Наибольшую поддержку (2 %) партия получила в Варминьско-Мазурском воеводстве, а наименьшую (менее 1 %) в Свентокшиском и Люблинском воеводствах.
1 июня 2019 года «Partia Razem» сменила название на Левые вместе (пол. Lewica razem).
В июле 2019 года партия присоединилась к коалиции «Левица», куда ныне также входит созданная при объединении Союза демократических левых сил с партией «Весна» политсила «Новые левые», а также Польская социалистическая партия и Уния труда.
На парламентских выборах 2019 года в Сейм были избраны 6 членов партии: Магдалена Беят, Дарья Госек-Попёлек, Мацей Конечный, Адриан Зандберг, Паулина Матысяк и Марцелина Завиша. Всего на выборах «Левые вместе» получили голоса 510 000 избирателей.

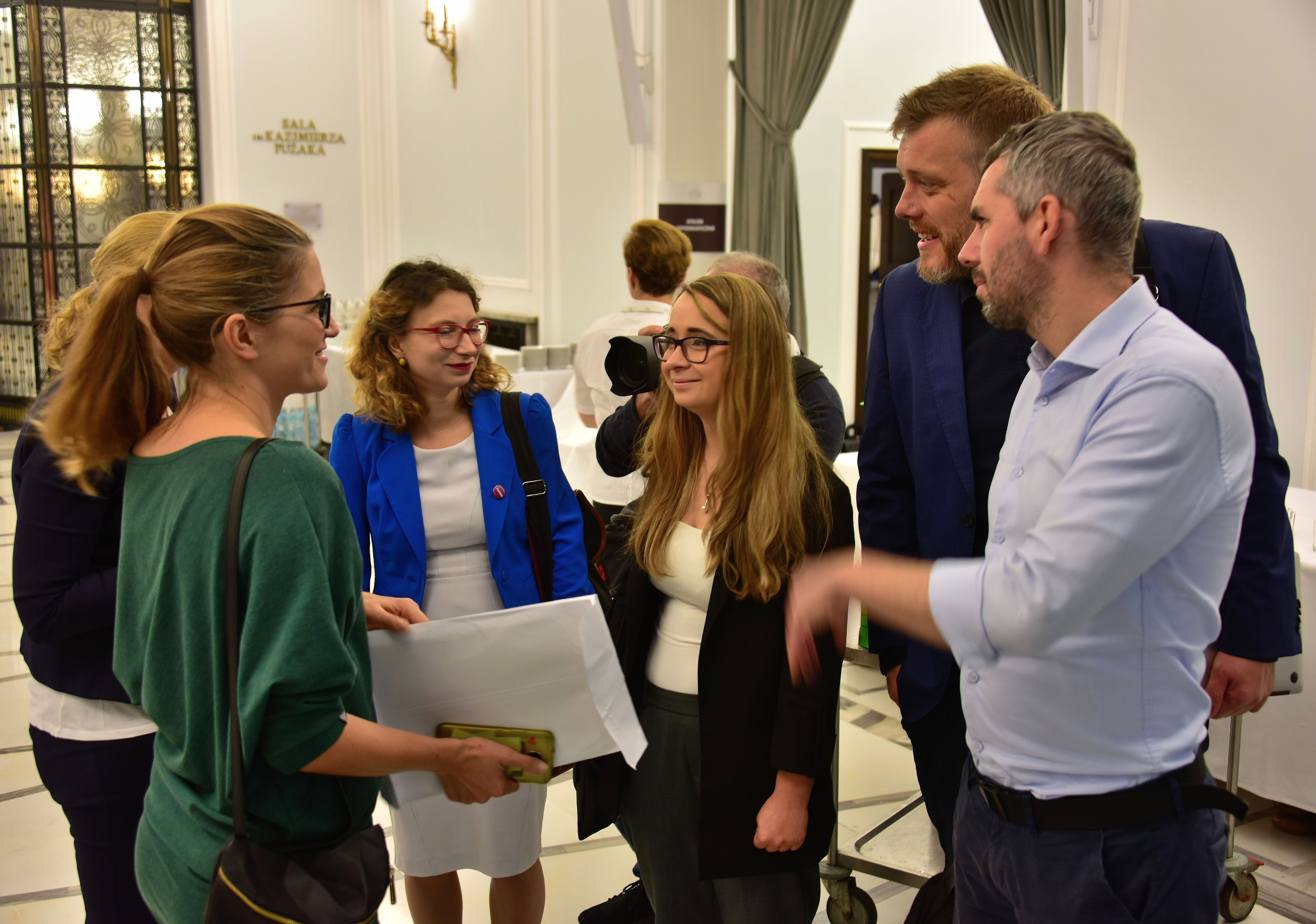
Депутаты Сейма от «Левых вместе»

На президентских выборах 2020 года партия поддержала кандидата Роберта Бедроня. В первом туре он получил 2,22% голосов, заняв 6 место среди всех кандидатов.
27 ноября 2022 года был ликвидирован Национальный совет – коллективный лидер партии «Левые вместе». Вместо него во главн партии стали двое сопредседателей – Магдалена Беят и Адриан Зандберг.
Партия участвовала в парламентских выборах 2023 года в коалиции с другими левыми партиями. Партия также подписала Сенатский пакт 2023 совместно с прочими оппозиционными партиями. «Левые вместе» получили 7 мест в Сейме и двоих представителей в Сенате. По результатам выборов коалиция «Левые» стала частью нового коалиционного правительства (вместе с Гражданской коалицией, Польской коалицией и партией «Польша 2050»). Члены партии «Левые вместе» не вошли в состав нового правительства, но поддержали его.
На местных выборах в апреле 2024 года «Левые вместе» получили один депутатский мандат в Сеймике Нижнесилезского воеводства, 11 кандидатов партии были избраны в городские советы и советы гмин и 11 стали депутатами районных советов Варшавы. Сопредседатель партии Магдалена Беят получила третье место на выборах президента Варшавы после Рафала Тшасковского и Тобиаша Бохеньского. 
Партия выдвинула 20 кандидатов в Европейский парламент на выборах 2024 года по партийным спискам коалиционного избирательного комитета «Левые», ни один из кандидатов в конечном итоге не получил мандат. 
В 2023 году партия была инициатором создания «Альянса зелёных левых Центральной и Восточной Европы» (CEEGLA), объединяющего демосоциалистические партии стран бывшего СССР и Восточного блока, а уже в 2024 году «Левые вместе» присоединились к общеевропейскому Альянсу за людей и планету.
В октября 2024 года из партии вышли сенаторы Магдалена Беят (сопредседатель партии) и Анна Гурская (тем самым «Левые вместе» утратили представительство в Сенате) и депутаты Сейма Дарья Госек-Попёлек, Дорота Олько и Йоанна Виха, а также 30 других членов, в том числе двое депутатов Варшавского городского совета. Три дня спустя «Левые вместе» вернули старое название Партия «Вместе», вышли из коалиции «Левые» и основали отдельную оппозиционную депутатскую группу в Сейме, которую возглавила Марцелина Завиша. 3 декабря 2024 года вместо Магдалены Беят пост сопредседателя партии заняла депутат Краковского городского совета Александра Овца.

## Идеология
Партия выступает за трудовые права, против дерегуляции и приватизации государственных услуг. Среди её основных целей: 35-часовая рабочая неделя; стабильная занятость; повышение нижнего порога подоходного налога до 12000 злотых (примерно $ 3200); запрет краткосрочных трудовых договоров и бесплатных стажировок; установление прогрессивного налога на прибыль корпораций; ликвидация особых экономических зон в Польше; расширение социальной защиты; введение единого 480-дневного отпуска по уходу за ребенком, разделенного поровну между родителями; создание программы здравоохранения, финансируемой непосредственно из государственного бюджета, а также ограничение зарплаты депутатов трёхкратным размером минимального оклада.
Британский экономист Гай Стэндинг описывает «Razem» как «первое аутентичное движение в Польше, представляющее прекариат».

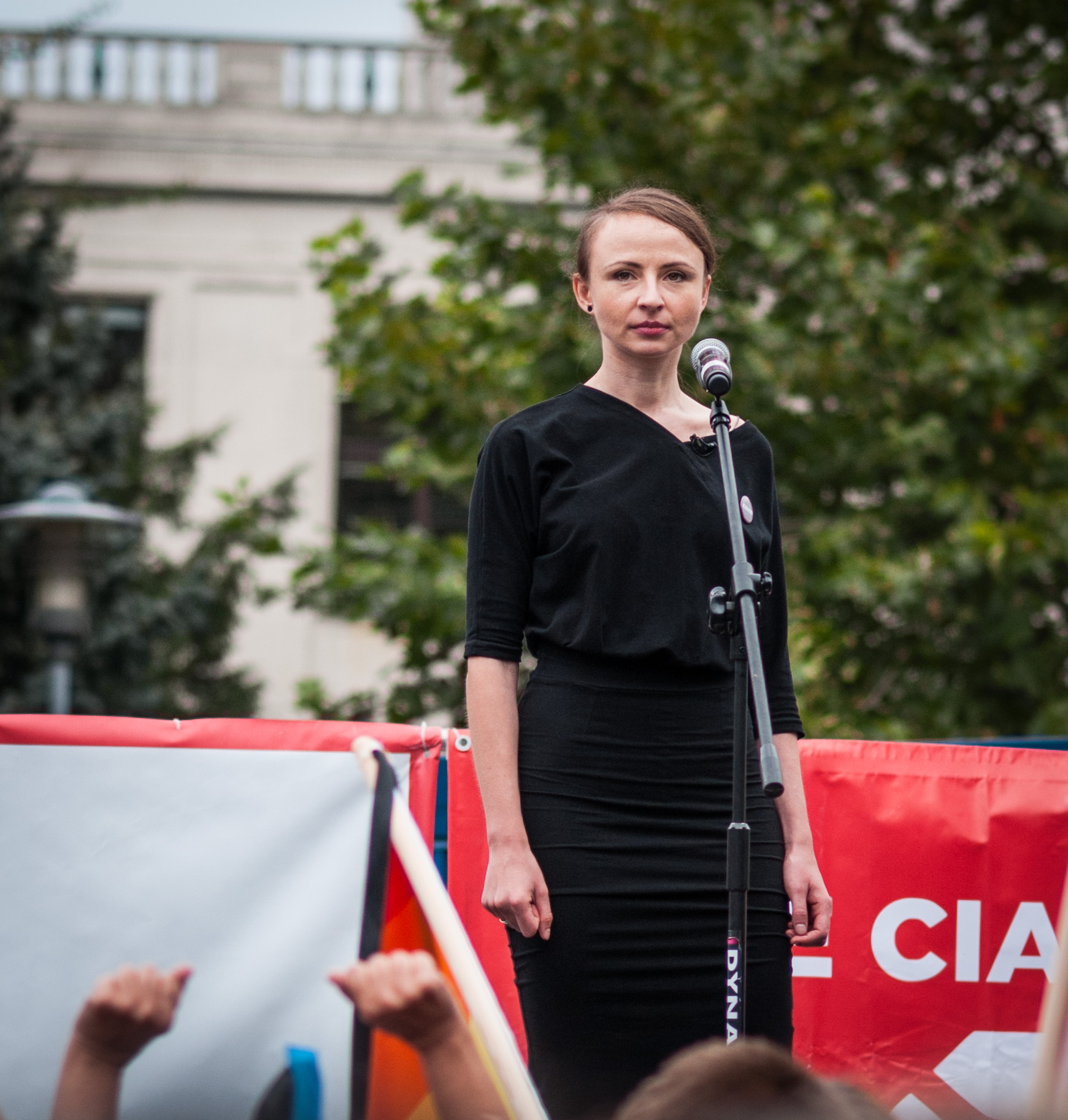
Член Национального совета партии Агнешка Дземьянович-Бонк на «Чёрном протесте» против полного запрета абортов

«Razem» является прогрессивной в социальных вопросах партией, поддерживающей светское государство, либерализацию наркотиков, половое воспитание в школах и права ЛГБТ-сообщества. Она также строго соблюдает гендерные квоты. В сентябре 2016 года партия «Razem» инициировала успешный «Чёрный протест» (Czarny Protest) против попытки ужесточения антиабортного законодательства. За это одну из руководительниц партии, Агнешку Дземьянович-Бонк, журнал Foreign Policy включил в свой список 100 глобальных мыслителей 2016 года.
Партия осуждает национализм и поддерживает идею европейской интеграции, но выступает против Трансатлантического торгового и инвестиционного партнёрства (TTIP), считая, что это «приведет к подрыву финансовой стабильности и быстрого роста долга». Обличает ксенофобские кампании против мигрантов (на теледебатах Зандберг был единственным участником дискуссии, который высказывался в пользу безусловного принятия в страну беженцев из Сирии) и интервенции в другие страны, кто бы их не осуществлял. 

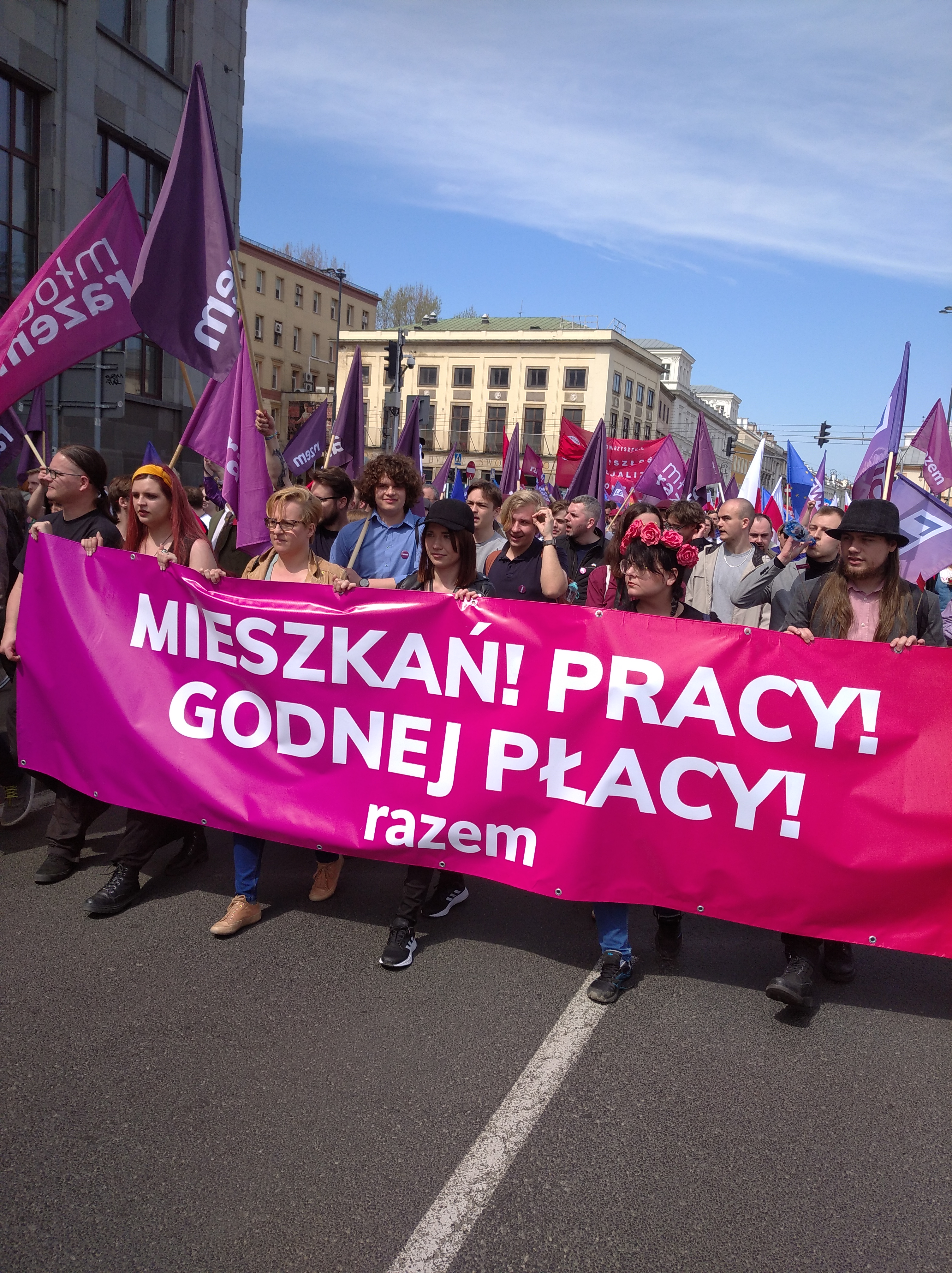
Члены партии на демонстрации 1 мая 2022

В том числе «Razem» осудила и российское вмешательство на востоке Украины как «империалистическую агрессию националистического режима Путина», с началом полномасштабного вторжения России активно выступает за всестороннюю поддержку Украины и списание её внешнего долга (совместно с украинской левой организацией «Социальный рух»). В этой связи покинула Прогрессивный интернационал и DiEM25, так как обе организации не высказали «однозначного признания суверенитета Украины и абсолютного осуждения российского империализма».

## Электоральная история

### Парламентские выборы
| Выборы | Лидер                                          | Голосов | %    | Мест в Сейме | Мест в Сенате | Статус    |
| ------ | ---------------------------------------------- | ------- | ---- | ------------ | ------------- | --------- |
| 2015   | коллективное руководство                       | 550 349 | 3,62 | 0 из 460     | 0 из 100      | Нет мест  |
| 2019   | коллективное руководство                       | 509 318 | 2,76 | 6 из 460     | 0 из 100      | Оппозиция |
| 2019   | Как часть коалиции «Левые», получившей 49 мест |         |      |              |               |           |
| 2023   | Адриан Зандберг и Магдалена Беят               | 453 730 | 2,10 | 7 из 460     | 2 из 100      | Коалиция  |
| 2023   | Как часть коалиции «Левые», получившей 26 мест |         |      |              |               |           |

### Местные выборы
| Выборы | Лидер                                         | Голосов | %    | Мест в Воеводских сеймиках |
| ------ | --------------------------------------------- | ------- | ---- | -------------------------- |
| 2018   | коллективное руководство                      | 242 511 | 1,57 | 0 из 552                   |
| 2024   | Адриан Зандберг и Магдалена Беят              | —       | —    | 1 из 552                   |
| 2024   | Как часть коалиции «Левые», получившей 8 мест |         |      |                            |

### Европейские выборы
| Выборы | Лидер                                                 | Голосов | %    | Мест в Европарламенте |
| ------ | ----------------------------------------------------- | ------- | ---- | --------------------- |
| 2019   | коллективное руководство                              | 128 075 | 0,94 | 0 из 52               |
| 2019   | Как часть коалиции «Левые вместе», не получившей мест |         |      |                       |
| 2024   | Адриан Зандберг и Магдалена Беят                      | 140 190 | 1,19 | 0 из 53               |
| 2024   | Как часть коалиции «Левые», получившей 3 места        |         |      |                       |

### Президентские выборы
| Выборы | Кандидат                   | 1-й тур | 1-й тур | 2-й тур | 2-й тур | Результат |
| Выборы | Кандидат                   | Голосов | %       | Голосов | %       | Результат |
| ------ | -------------------------- | ------- | ------- | ------- | ------- | --------- |
| 2020   | Роберт Бедронь (поддержан) | 432 129 | 2,22    |         |         | Поражение |
| 2025   | Адриан Зандберг            | 952 832 | 4,86    |         |         | Поражение |